# Blachodachówka

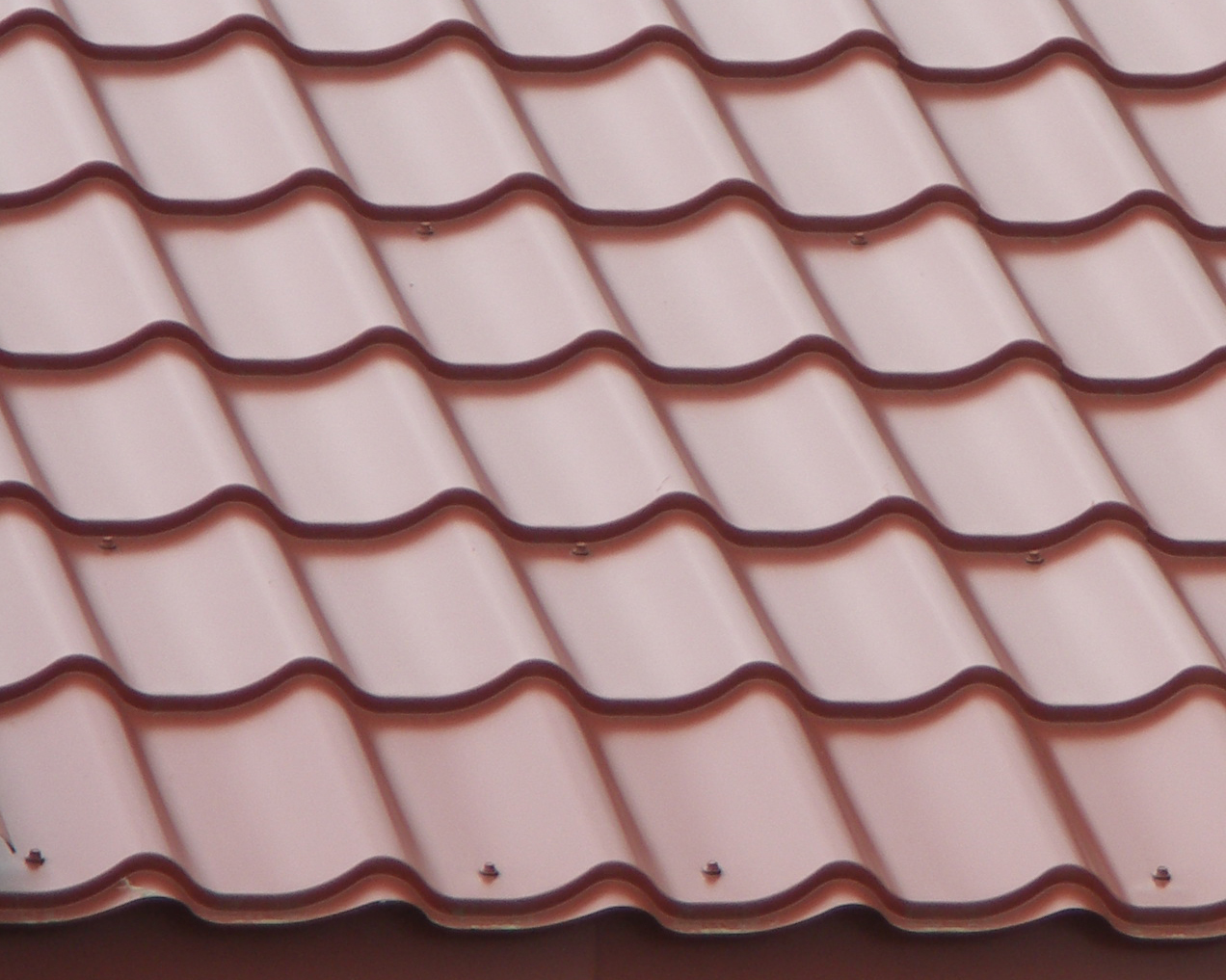
Blachodachówka

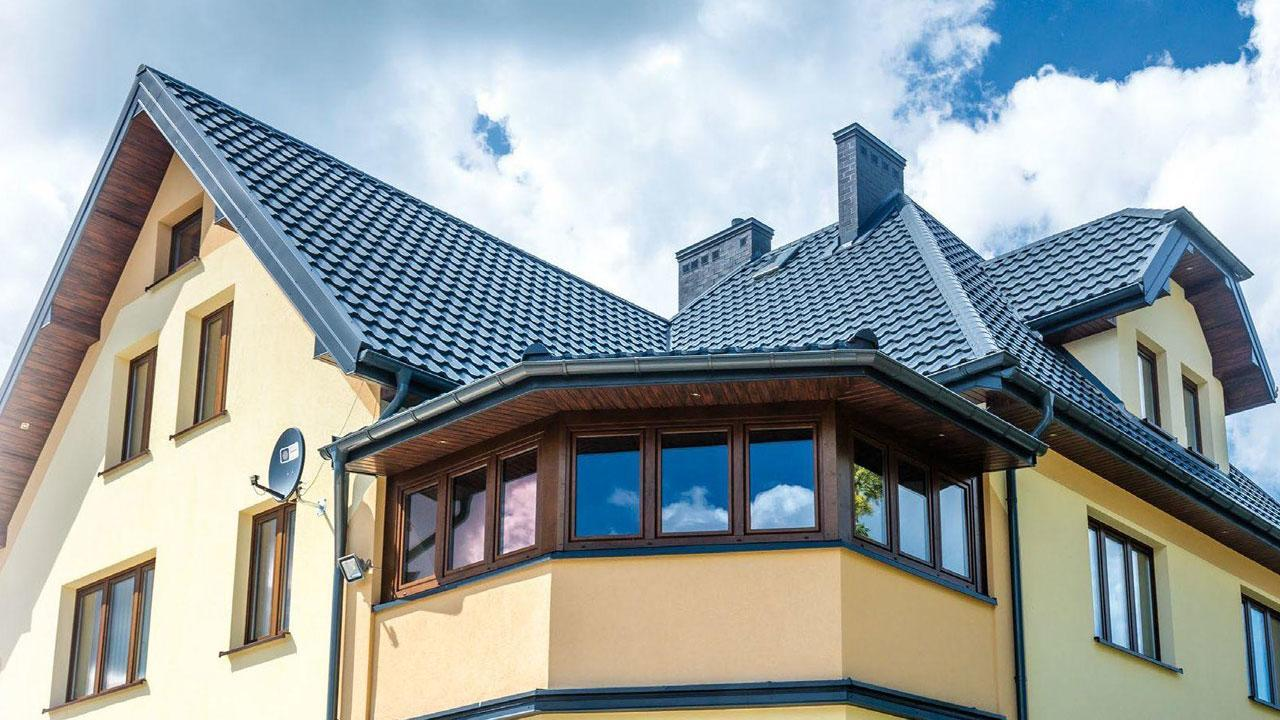
Dach pokryty blachodachówką modułową.

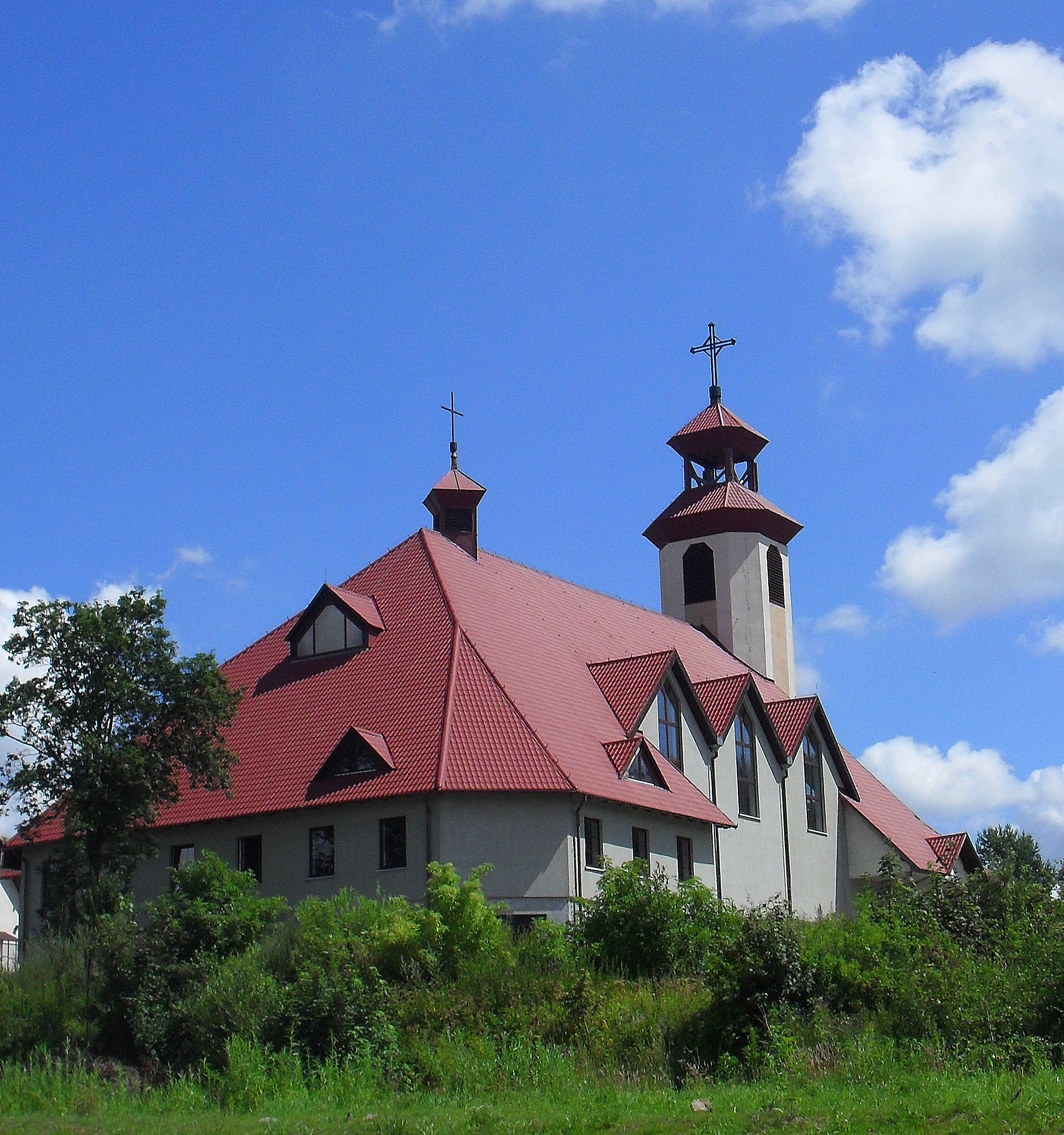
Dach kościoła parafialnego pw NSPJ w Kamiennej Górze pokryty blachodachówką

Blachodachówka – stalowe pokrycie dachowe produkowane z ocynkowanych blach stalowych o grubości 0,4-1,25 mm, powlekanych powłokami organicznymi o grubości od 25 μm (powłoki poliestrowe) do 200 μm (plastizol). Pośród powłók ochronnych stosowane są m.in.: poliester, PVDF, TC 50, PRELAQ 50, pural lub plastizol. Waga 1 m² pokrycia waha się od 4,2–6,5 kg. Stosowane są na pokrycia o nachyleniu minimum 9–12°. Układa się je na drewnianych łatach. W przypadku mocowania na łatach stosuje się rozstaw 35 lub 40 cm w zależności od długości modułu montowanej blachodachówki. Arkusz blachodachówki to średnio 6 m² dachu.
Na dachu blachodachówka jest mocowana za pomocą specjalnych wkrętów samogwintujących z wodoodporną uszczelką i powłoką antykorozyjną. Łaty przytwierdza się od dołu połaci stosując wkręty samowiercące ze specjalnymi kapturkami uszczelniającymi. Trwałość blachodachówki to średnio 30–50 lat.
Blachodachówka nadaje się na wszystkie rodzaje dachów stromych, o kącie nachylenia przynajmniej 9–12 stopni. Układa się ją na drewnianych łatach przy rozstawie od 35 do 40 cm (wyjątkiem jest tu blachodachówka samonośna).
Blachodachówka może być sprzedawana w arkuszach lub w modułach (blachodachówka modułowa).
Blachodachówka samonośna – specjalny rodzaj blachodachówki z wyprofilowaną łatą w górnej krawędzi panelu. Montowane są na profilach montażowych co nie wymaga stosowania łat.
Blachodachówki modułowe - to rodzaj dachówki wykonanej z blachy, która składa się z kilku modułów. Każdy moduł składa się z wypukłej płytki, która jest przyspawana lub przycięta do kolejnego modułu. W ten sposób blachodachówki modułowe tworzą powtarzalne wzory, które można łatwo i szybko układać na dachu. Blachodachówki modułowe na rynku istnieją od ponad 25 lat, choć początkowo produkowane były głównie w Skandynawii. Na rynek polski pierwszą blachodachówkę modułową wprowadziła w 2015 roku Spółka Bratex Dachy Mrzygłód.
Blachodachówki modułowe charakteryzują się wysoką wytrzymałością i odpornością na warunki atmosferyczne, takie jak deszcz, wiatr, grad czy śnieg. Są też lekkie i łatwe w montażu, co oznacza, że można je stosować na różnych typach dachów, w tym na dachach o skomplikowanych kształtach.  
W porównaniu z tradycyjnymi dachówkami ceramicznymi, blachodachówki modułowe mają kilka zalet, takich jak niższa cena, większa trwałość i łatwiejszy montaż. W zależności od producenta i modelu, blachodachówki modułowe mogą być dostępne w różnych kolorach i wzorach, co pozwala na wybór dachu, który najlepiej pasuje do stylu budynku.